# Alien: Covenant
Pour les articles homonymes, voir Alien et Covenant.
Série Alien
Prometheus
(2012) Alien: Romulus
(2024)
Pour plus de détails, voir Fiche technique et Distribution.
Alien: Covenant est un film de science-fiction américano-britannique réalisé par Ridley Scott, sorti en 2017.
Il s'agit du sixième film de l'univers d'Alien et du troisième réalisé par Ridley Scott. Il s'agit de la suite directe de Prometheus (2012), ainsi que d'une préquelle du film Alien (1979). Le film met en vedette Michael Fassbender, Katherine Waterston, Billy Crudup, Danny McBride et Demián Bichir dans les rôles principaux. L'action se déroule au début du XXIIe siècle, dix ans après la disparition du Prometheus.
Alien: Covenant marque le retour du xénomorphe au cinéma qui avait effectué sa dernière apparition en 2008 dans Aliens vs. Predator: Requiem. Le film raconte les origines du xénomorphe tout en introduisant une nouvelle espèce extraterrestre, le néomorphe.
Alien: Covenant a reçu un accueil positif de la part des critiques presse mais a été décrié par la plupart des fans de la saga, qui réitèrent au film les mêmes reproches qu'à Prometheus, notamment une intrigue peu convaincante, des incohérences majeures vis-à-vis de l'univers d'Alien, des situations et une psychologie des personnages irréalistes.
Au box-office mondial, le film a rapporté environ 240 millions de dollars de recettes, ce qui lui permet de se classer à la deuxième place des meilleures recettes de la saga Alien derrière Prometheus qui avait rapporté 403 millions de dollars.

## Synopsis
Durant la préparation de la mission Prometheus, Peter Weyland ordonne à un androïde de prendre part à la mission. Weyland se présente comme le « créateur » de l'être synthétique et lui explique que cette mission a pour but de connaître les créateurs des humains. Weyland demande ensuite à l’androïde de s’attribuer lui-même un prénom. Après avoir contemplé la statue de Michel-Ange dans la pièce où il se trouve avec Weyland, l'androïde choisit alors « David ».
Des années plus tard, en 2104, l'USCSS Covenant est un vaisseau spatial de la société Weyland-Yutani. À son bord, un équipage d'une quinzaine de membres (dont un androïde bâti sur le même modèle que David, Walter) qui transporte plus de 2 000 colons en hibernation et 1 140 embryons humains. Le vaisseau vole vers Origae-6, une planète habitable, afin d'y implanter une colonie. Après une éruption stellaire voisine, une importante avarie tue plusieurs personnes, dont le capitaine Jacob Branson. En réparant leur vaisseau, l'équipage reçoit un message mystérieux provenant d'une planète inconnue. Cette planète, plus proche que la destination initiale du Covenant, présente aussi des conditions plus propices à l'installation d'une colonie. Contre l'avis de Daniels, premier officier et veuve de Branson, Oram, le capitaine suppléant, décide de changer le plan de route du Covenant et d'aller enquêter sur cette nouvelle planète.
Arrivés sur place, une équipe composée d'une dizaine de personnes est envoyée en reconnaissance sur la planète tandis que le vaisseau reste en orbite avec les trois derniers membres d'équipage. Ils finissent par localiser la source du message : l'épave d'un vaisseau d'origine inconnue, dernier vestige de l'expédition Prometheus venue dix ans auparavant,, et découvrent que la voix du message était celle du docteur Shaw. Dans le même temps, à l'insu de tous, deux membres de l'équipage sont infectés par une spore extraterrestre et commencent à être pris de convulsions. L'un d'eux, Ledward, est ramené d'urgence à la navette pour être examiné, mais meurt rapidement lorsqu'une créature cauchemardesque s'extirpe de sa moelle épinière. Très agressive, celle-ci s'en prend ensuite au docteur Oram, la femme du commandant. En essayant d'abattre la créature, Faris, la pilote, tire par accident sur les réservoirs de carburant de la navette qui s'enflamment aussitôt. Les deux femmes périssent dans l'explosion tandis que la créature arrive de justesse à s'enfuir et qu'une autre créature s'extirpe du corps du second membre infecté de l'équipage. Peu après, les deux créatures, les Néomorphes, attaquent le groupe et un autre membre est tué, Walter y laissant sa main gauche en voulant protéger Daniels. Ils sont sauvés par un homme encapuchonné qui se révèle être l'androïde David, unique survivant du Prometheus.
David les conduit jusqu'à une gigantesque nécropole où il s'est établi. Il leur raconte comment il a survécu seul sur la planète pendant dix ans après que le docteur Elisabeth Shaw, seule autre rescapée du Prometheus, fut morte dans l'accident. Il est révélé également que celle-ci avait reconstruit l'androïde à la suite du désastre de la mission et que celui-ci l'aimait profondément. Un retour en arrière montre alors que David a tué la population de la ville (qui est devenue depuis une nécropole) à l'aide de l'agent pathogène noir trouvé sur LV-223 et exterminé ainsi toute forme de vie animale, en somme de la "viande", à la surface de la planète. Autrefois peuplée d'Ingénieurs et d'animaux, celle-ci n'abrite désormais plus que les créatures hostiles nées de la fusion du pathogène avec l'environnement et responsables de la décimation de l'équipage, alors que les formes de vie végétales ne sont pas affectées par le pathogène. Quand l'équipage essaie désespérément de rétablir le contact avec le Covenant, un de leurs membres, Rosenthal, est tuée par un Néomorphe ayant réussi à s'introduire dans la nécropole. La créature est abattue par Oram malgré les protestations de David qui semblait avoir une grande influence sur elle et développait une communication. Perplexe, le capitaine demande des explications à l'androïde.
David fait visiter à Oram ce qui ressemble à l'atelier d’expérimentations biologiques des Ingénieurs. Le robot explique qu'il s’était mis à étudier seul les différentes mutations du pathogène tout en développant un certain mépris pour les humains et une fascination pour les créatures extraterrestres. David montre à Oram différentes mutations de créatures, expliquant qu'il a essayé de comprendre celles-ci au point d'en développer génétiquement de nouvelles versions, jusqu'à une expérience qui attendait un dernier élément pour être complète. Oram suit ensuite David dans une salle contenant plusieurs œufs et, sur ses instructions, s'approche de l'un d'entre eux de telle sorte que celui-ci s'ouvre et qu'un facehugger en émerge, s'accrochant au visage d'Oram. Oram se réveille quelques minutes plus tard sous le regard de David et un Xénomorphe émerge de sa cage thoracique.
Alors qu'une navette de secours est en route après avoir capté leur signal, le groupe dans la nécropole est attaqué par les monstres. Le Xénomorphe, qui a grandi très rapidement, tue Cole, un des soldats, tandis que le sergent Lope, chef de la sécurité, est assailli par un facehugger qui s'accroche à son visage et le brûle en l'aspergeant de sang acide. Daniels comprend que Shaw n'est pas morte à la suite de l'accident du vaisseau, comme le prétendait David, mais qu'elle a servi de cobaye à ses sinistres expériences. Elle est attaquée par David mais est sauvée in extremis par Walter, qui désapprouve les méthodes de son modèle. L'androïde laisse ensuite le choix à son semblable : « servir au Paradis, ou régner en Enfer ». Les deux robots se battent. Daniels aide Lope à sortir de la nécropole ; ils sont rejoints au dehors par Tennessee, pilote du Covenant venu à bord de la plateforme volante de secours, ainsi que Walter qui émerge victorieux de son combat contre David. Alors que le groupe embarque à bord, le Xénomorphe les rattrape et menace de faire s'écraser l'appareil. Daniels engage un combat dans les airs avec le monstre, avant de le mettre définitivement hors d'état de nuire en le broyant avec la pince géante de la grue de bord.
Ayant regagné le Covenant, les survivants décident de quitter la planète et de mettre le cap sur leur destination initiale, Origae-6. Mais bientôt, un autre Xénomorphe s'extirpe du corps inconscient de Lope et tue les deux officiers de bord Ricks et Upworth pendant qu'ils s'ébattaient sous la douche. Guidés à distance par Walter, Daniels et Tennessee parviennent à attirer le monstre dans le hangar du vaisseau et réussissent à le tuer en le propulsant dans l'espace.
Débarrassés de l'extraterrestre, Walter aide Daniels et Tennessee, les deux derniers humains rescapés de l'équipage, à se mettre en hyper-sommeil. Au moment où elle retourne dans son caisson, Daniels lui demande s'il voudrait bien l'aider à construire la cabane qu'elle projetait de faire avec Branson une fois arrivés sur Origae-6. Devant l'incompréhension de l'androïde, elle réalise avec horreur qu'il n'est autre que David, qui a tué Walter et usurpé l'identité de son jumeau en s'étant sectionné une main, mais elle est précipitamment plongée en hibernation avant d'avoir pu tenter quoi que ce soit. Ayant pris les commandes du vaisseau, David régurgite deux embryons de facehuggers qu'il conservait en lui, puis les range dans la chambre froide contenant les embryons humains et s'apprête à poursuivre ses expériences. Il émet un rapport radio annonçant que le Covenant a subi une violente éruption stellaire, qu'il n'y a plus que deux membres d'équipage survivants, que l'ensemble des colons sont sains et saufs et que le vaisseau continue vers sa destination programmée. Il masque ainsi tous les événements qui viennent d'avoir lieu et ses sombres intentions.

## Fiche technique
Sauf indication contraire, les informations mentionnées dans cette section peuvent être confirmées par les bases de données cinématographiques IMDb et Allociné,  présentes dans la section « Liens externes ».
- Titre original, français et québécois : Alien: Covenant
- Réalisation : Ridley Scott
- Scénario : John Logan et Dante Harper, d'après une histoire de Jack Paglen et Michael Green, d'après les personnages créés par Dan O'Bannon et Ronald Shusett
- Musique : Jed Kurzel
- Direction artistique : Damien Drew, Ian Gracie, Jacinta Leong, Adam O'Neill et Charlie Revai
- Décors : Chris Seagers et Victor J. Zolfo[6]
- Costumes : Janty Yates
- Photographie : Dariusz Wolski
- Son : Paul Massey, Angelo Raguso, Mark Taylor
- Montage : Pietro Scalia
- Production : David Giler, Walter Hill, Mark Huffam, Michael Schaefer et Ridley Scott
  - Production exécutive (Los Angeles) : Amy Greene
  - Production associée : Hannah Ireland  et Teresa Kelly
- Sociétés de production :
  - États-Unis : Brandywine Productions, en association avec TSG Entertainment, présenté par Twentieth Century Fox
  - Royaume-Uni : Scott Free Productions
- Société de distribution : Twentieth Century Fox
- Budget : 97 millions de $[7]
- Pays de production :  États-Unis,  Royaume-Uni
- Langues originales : anglais, allemand
- Format : couleur — D-Cinema — 2,39:1 (CinemaScope - Panavision) — son DTS (DTS: X) / Dolby Atmos / Dolby Surround 7.1 / Auro 11.1
- Genre : science-fiction, épouvante-horreur, thriller, action[8]
- Durée : 122 minutes
- Dates de sortie :
  - France, Suisse romande : 10 mai 2017[8],[9]
  - Royaume-Uni : 12 mai 2017
  - Belgique : 17 mai 2017[10]
  - États-Unis, Québec : 19 mai 2017[11]
- Classification :
  - États-Unis : interdit aux moins de 17 ans (R – Restricted)[Note 1]
  - Royaume-Uni : interdit aux moins de 15 ans (15 - Suitable only for 15 years and over)[12]
  - France : interdit aux moins de 12 ans[13],[Note 2]
  - Belgique : potentiellement préjudiciable jusqu'à 12 ans (Mogelijk schadelijk voor kinderen onder de 12 jaar)[10],[14]
  - Suisse romande : interdit aux moins de 16 ans[15]
  - Québec : 13 ans et plus (violence - horreur) (13+ / 13 years and over)[11]

## Distribution
- Michael Fassbender (VF : Jean-Pierre Michaël ; VQ : Patrice Dubois) : David 8 / Walter One
- Katherine Waterston (VF : Claire Guyot ; VQ : Éveline Gélinas) : Daniels « Dani » Branson, officier de terraformation du Covenant
- Billy Crudup (VF : Fabrice Josso ; VQ : François Godin) : Christopher « Chris » Oram, capitaine suppléant du Covenant
- Danny McBride (VF : Pascal Casanova ; VQ : Tristan Harvey) : Tennessee Faris, timonier du Covenant
- Demián Bichir (VF : Marc Saez) : sergent Dan Lope, chef de la sécurité du Covenant
- Carmen Ejogo (VF : Géraldine Asselin ; VQ : Hélène Mondoux) : Karine Oram, biologiste et femme d'Oram
- Amy Seimetz (VF : France Renard ; VQ : Mélanie Laberge) : Margaret « Maggie » Faris, pilote de la navette du Covenant et femme de Tennessee
- Callie Hernandez (VF : Ludivine Maffren ; VQ : Kim Jalabert) : Upworth, sous-officier sur le Covenant
- Jussie Smollett (VF : Marc Arnaud ; VQ : Fayolle Jean Jr.) : Ricks, navigateur du Covenant
- Nathaniel Dean (en) (VF : Jean-Marc Charrier) : Sergent Tom Hallett, le mari de Lope et membre de l'unité de sécurité
- Tess Haubrich (VF : Elisa Bourreau) : Soldat Sarah « Rosie » Rosenthal
- Alexander England (en) (VF : François Raison) : Soldat Ankor
- Benjamin Rigby (en) (VF : Laurent Sao) : Soldat Ledward
- Uli Latukefu (en) (VF : Loïc Houdré) : Soldat Cole
- James Franco (VF : Anatole de Bodinat ; VQ : Antoine Durand) : Jacob « Jake » Branson, capitaine du Covenant et mari de Daniels (non crédité)
- Guy Pearce (VF : Philippe Crubézy) : Peter Weyland (non crédité)
- Noomi Rapace (VF : Julie Dumas) : Elizabeth Shaw (non créditée)
- Andrew Crawford : néomorphe
- Goran D. Kleut : néomorphe / xénomorphe
- Lorelei King (VF : Pauline Larrieu) : Mother
- Javier Botet : xénomorphe (en capture de mouvement, non crédité)

 Source et légende : version française (VF) sur RS Doublage, AlloDoublage et d'après le carton de doublage ; version québécoise (VQ) sur Doublage.qc.ca

## Production

### Genèse et développement
En mars 2012, le réalisateur Ridley Scott déclare que Prometheus laisse de nombreuses questions sans réponse et qu'une suite serait utile,. En juin 2012, le co-scénariste de Prometheus Damon Lindelof, ajoute que les éléments non résolus du film pourraient donner lieu à une suite, même si le projet n'est pas garanti. Ridley Scott rapporte ensuite que le scénario pourrait se focaliser sur la prochaine destination d'Elizabeth Shaw (incarnée par Noomi Rapace dans Prometheus). Il explique que ce film pourrait faire le lien entre Prometheus et Alien. De son côté, Damon Lindelof remet finalement en doute sa participation au projet.
En août 2012, la Fox officialise cette suite avec Ridley Scott comme réalisateur et avec le retour des acteurs Noomi Rapace et Michael Fassbender. La sortie du film est alors envisagée pour 2014. En décembre 2012, Damon Lindelof révèle qu'il ne revient pas comme scénariste, préférant se consacrer à d'autres projets. En juin 2013, Jack Paglen entre en négociations pour écrire le film. En octobre 2013, Ridley Scott révèle que le script est achevé,. Cependant, en mars 2014, Michael Green procède à des réécritures du script de Jack Paglen. Le tournage est alors prévu pour 2014, pour une sortie le 4 mars 2016,. En septembre 2014, il est révélé qu'il n'y aura pas d'alien xénomorphe dans le film.
En août 2015, il est confirmé que cette suite se fera avant le projet de 5e film Alien de Neill Blomkamp, selon les souhaits de Ridley Scott. En septembre 2014, Ridley Scott confirme que le film s’intitulera Alien: Paradise Lost, avant d'être finalement renommé Alien: Covenant deux mois plus tard. Le début du tournage est alors annoncé pour février 2016 en Australie. En décembre 2015, Ridley Scott révèle que les xénomorphes seront finalement présents avec leurs « dérivés » : « œufs, face-hugger, chest-burster ». Ridley Scott expliquera plus tard en interview qu'initialement il ne voulait pas que le xénomorphe original du premier Alien apparaisse dans Alien: Covenant. Il explique avoir changé d'avis à la suite de critiques de fans après Prometheus : « Elles sont montées d’un coup, et elles nous ont permis de comprendre que les fans étaient vraiment frustrés. Ils voulaient voir davantage la créature originale, et moi je pensais qu’elle était définitivement cuite, avec une orange dans la bouche. Alors je me suis dit : “Wow, d’accord, j’avais tort”. Étrangement, les fans, même si ce ne sont pas eux qui ont le dernier mot, reflètent les doutes que vous pouvez avoir sur quelque chose, et vous réalisez que vous aviez tort ou raison. (…) Je pense qu’on n’est pas raisonnable si on ne prend pas en compte leurs réactions. »
La première bande annonce est dévoilée le 24 décembre 2016 sur la plateforme YouTube, et a fait près d'un million de vues dans ses premières heures de diffusion. Une deuxième bande-annonce est mise en ligne le 28 février 2017 et se hisse rapidement dans les tendances YouTube.

### Attribution des rôles
Noomi Rapace devait initialement reprendre son rôle de Prometheus, Elizabeth Shaw. Finalement, c'est un autre personnage féminin principal qui est créé pour la suite. Le rôle de Daniels devait être joué par Rebecca Ferguson mais c'est l'actrice anglaise Katherine Waterston qui est confirmée dans le rôle en décembre 2015.
En février 2016, l'acteur mexicain Demián Bichir rejoint la distribution, suivi quelques jours plus tard par Jussie Smollett. En décembre 2015, James Franco est confirmé au casting, il incarne l’époux de Katherine Waterston.

### Tournage
Le tournage débute le 4 avril 2016 à Milford Sound en Nouvelle-Zélande,,,. Il se déroule également en Australie, notamment dans les Fox Studios de Sydney. Il s'achève le 19 juillet 2016.

### Bande originale
Bandes originales de Alien
Prometheus
(2012)
La musique du film devait initialement être composée par Harry Gregson-Williams, qui avait déjà collaboré avec Ridley Scott pour Kingdom of Heaven (2005) et Seul sur Mars (2015). En novembre 2016, il explique son départ du projet par des divergences artistiques. En décembre 2016, il est annoncé que Jed Kurzel remplace Harry Gregson-Williams.
Outre les compositions de Jed Kurzel, on peut entendre un extrait de L'Entrée des dieux au Walhalla tiré de l'opéra L'Or du Rhin de Richard Wagner. Jed Kurzel a également repris le thème principal d'Alien composé par Jerry Goldsmith, ainsi que le thème principal de Prometheus composé par Marc Streitenfeld.
Liste des titres
1. Incubation
2. The Covenant
3. Neutrino Burst
4. A Cabin on the Lake
5. Sails
6. Planet 4 / Main Theme
7. Launcher Landing
8. Wheat Field
9. Spores
10. The Med Bay
11. Grass Attack
12. Dead Civilization
13. Survivors
14. Payload Deployment
15. Command Override
16. Face Hugger
17. Chest Burster
18. Lonely Perfection
19. Cargo Lift
20. Bring It to My Turf
21. Terraforming Bay
22. Alien Covenant Theme

## Accueil

### Accueil critique
Le film reçoit des critiques globalement positives. Sur Rotten Tomatoes, il obtient 65 % d'opinions favorables pour 402 critiques, et une note de 6,3/10. Sur Metacritic, les critiques lui attribue une évaluation normalisée, lui donnant donc une note de 65/100, basée sur 52 critiques, indiquant des « critiques généralement positives ». En France, le site Allociné propose une note moyenne de 3,2⁄5 à partir de l'interprétation de critiques provenant de 29 titres de presse.
Critiques positives
- Télérama : « TT A la différence de Prometheus, très contemplatif et un brin confus dans sa narration, ce nouvel avatar se veut ludique, sans perdre en noirceur. »[57].
- Le Figaro : « Ridley Scott refonde la mythologie Alien sur de toutes nouvelles bases, celles de Prometheus. Mais cette fois, il veut franchement terrifier le spectateur. »[58].
- 20 minutes : « Cette nouvelle apparition de la créature donne envie de partager de nouveau très vite ces repas au cinéma. »[59].
- aVoir-aLire.com : « Ridley Scott n'a pas perdu de sa superbe pour filmer beau et inoculer le virus de la peur. Il le fait avec brio, élevant ce numéro, aussi défectueux soit-il, parmi les meilleurs épisodes de la saga Alien. »[60].
- Écran Large : « Alien: Covenant joue simultanément la carte du film d'exploitation régressif et enragé, tout en ménageant de passionnantes pistes symboliques. Il gagne sur les deux tableaux. »[61].
- Le Point : « Lui-même forcément titillé par le sujet, Ridley Scott fait d'Alien: Covenant un cauchemar glaçant qui assume jusqu'au bout sa hantise de la mort et du néant. »[62].
- Première : « Hybride et monstrueux, Covenant est une belle leçon d'art. Prenez des notes. »[63].
- Télé 2 semaines : « Les fans de la saga culte Alien, et tout simplement d'Alien, le huitième passager, en auront pour leur argent. Car Ridley Scott, passé maître dans l'art de mélanger épouvante et science-fiction, réalise un retour aux sources habile, en restituant dans de nombreuses séquences le stress viscéral du premier opus. »[64].

Critiques tièdes
- LCI : « Alien : Covenant n'est clairement pas un chef-d'œuvre. Mais pas non plus le nanar qu'on pouvait craindre. De bout en bout, on sent Ridley Scott tiraillé entre son envie d'inscrire son film dans une mythologie plus grande que le film de genre et la nécessité d'en donner pour son argent au spectateur du samedi soir. »[65].
- Le Monde : « Le film de Ridley Scott vaut plus pour l'effroi qu'il suscite que pour son habillage culturel. »[66].
- Le Parisien : « Cette suite de Prometheus laisse un sentiment partagé avec des explications un peu trop pseudo-philosophiques sur les origines et l'avenir de l'homme et sur la création de l'alien. Mais il ne faut pas bouder son plaisir : Ridley Scott n'a pas perdu la main […]. »[67].
- Les Inrockuptibles : « Mais si le film laisse son empreinte, c’est parce qu’il croit tout de même à son casting avec une ferveur qui manquait cruellement à Prometheus […] et mène le bouquet final à des hauteurs dramatiques et spectaculaires assez inattendues. »[68].
- Paris Match : « Ce Alien: Covenant a une qualité rare pour un blockbuster de 2017 : il ne ressemble pas aux autres films qui occuperont l'espace cet été, beaucoup plus lisses dans le discours et la représentation. »[69].

Critiques négatives
- Critikat.com : « C'est le problème de vouloir tout révéler : la franchise Alien semble désormais n'avoir plus aucun secret. »[70]
- Filmsactu : « Alors que l'on attendait un retour en grâce de Ridley Scott, Alien: Covenant se révèle une déception absolue. Oui Alien: Covenant est certainement le pire film de mythologie Alien. Au secours Ridley. »[71]
- Libération : « […] une apostasie cinématographique, voire un saccage : une explication de texte terriblement pesante et faussement emberlificotée du codex […], conçue pour éclairer la moindre zone d'ombre et dissoudre jusqu'aux derniers soubresauts de désir à l'endroit de son univers fragile, à tout jamais. »[72]
- Science et Avenir : « Après Prometheus, le réalisateur britannique Ridley Scott met en scène un nouvel Alien. Décevant et terriblement balisé. »[73]
- Challenges : « Les temps ont changé, on mise sur l'efficacité et la netteté des effets spéciaux numériques pour perdre en profondeur et en complexité. Finalement, cet Alien nouvelle génération s'avère terriblement laborieux et tellement moins moderne et visionnaire que son modèle original que la jouissance provoquée par ses retrouvailles ne sera que très furtive… »[74]
- L'Express : « Ridley Scott est aux manettes d'Alien: Covenant, la suite de Prometheus. Mais le réalisateur n'y est pas allé franco dans l'horreur, et le film déçoit. »[75]
- France Info : « Avec Alien: Covenant, Ridley Scott veut renforcer le mythe mais se perd […] »[76]

### Box-office
| Pays ou région        | Box-office        | Date d'arrêt du box-office | Nombre de semaines |
| --------------------- | ----------------- | -------------------------- | ------------------ |
| États-Unis Canada     | 74 262 031 $      | 31 août 2017               | 15                 |
| France                | 1 291 906 entrées | 4 juillet 2017             | 8                  |
| Total hors États-Unis | 166 629 732 $     | 14 novembre 2017           | 22                 |
| Total mondial         | 240 891 763 $     | 14 novembre 2017           | 22                 |

En France, le film a attiré 2 805 spectateurs dans 28 salles lors de sa première séance à Paris. À la fin de sa première journée en France, le film a attiré au total 143 229 spectateurs et bat donc son prédécesseur Prometheus, qui avait réuni 139 229 spectateurs lors de sa première journée de projection en salles. Le film a attiré un total de 675 785 spectateurs lors de sa première semaine d'exploitation. Il ne réussit pas à battre le record de Prometheus, qui avait attiré 812 356 spectateurs lors de sa première semaine d'exploitation. Sa fréquentation baisse de 60 % la semaine suivante, en attirant 269 712 spectateurs pour un total de 945 497 spectateurs. La semaine suivante, il franchit le million d'entrées au bout de 3 semaines d'exploitation en France, en attirant 147 416 spectateurs pour un total de 1 092 913 spectateurs. Le film termine son exploitation en salles avec un total de 1 291 906 entrées.
Aux États-Unis, le film a rapporté 4 millions de dollars lors de sa première séance pour un total de 15 millions de dollars à la fin de sa première journée d'exploitation. Lors de son premier week-end aux États-Unis, il a rapporté 31 millions de dollars de recettes et se place de justesse à la première place du classement en battant Les Gardiens de la Galaxie Vol. 2. Cependant, il n'a pas réussi à faire mieux que son prédécesseur Prometheus, qui avait rapporté 51 millions de dollars lors de son premier week-end en Amérique du Nord. Le week-end suivant, sa fréquentation a lourdement chuté de 70,8 % par rapport au week-end précédent, à cause d'un bouche à oreille désastreux de la part du public. Il a cumulé 10 millions de dollars pour un total de 57 millions de dollars de recettes.
À l'étranger, le film a récolté 40 millions de dollars de recettes internationales lors de son premier week-end d'exploitation. Alien: Covenant a fait de bons démarrages en Corée du Sud (7,2 millions $), au Royaume-Uni (6,4 millions $), en France (4,5 millions $), en Australie (3,1 millions $) et au Mexique (2,5 millions $). En Chine, le film est sorti le 16 juin 2017 et a rapporté 29 millions de dollars de recettes lors de son premier week-end. Ce démarrage au box-office chinois permet au film de totaliser 140 millions de dollars de recettes internationales cumulées aux 72 millions de dollars de recettes nord-américaines pour un total de 213 millions de dollars de recettes mondiales un mois après sa sortie. Alien: Covenant cumule au total 240 millions de dollars de recettes mondiales, pour un budget de production estimé à 97 millions de dollars.

## Distinctions
Entre 2016 et 2018, le film Alien: Covenant a été sélectionné 15 fois dans diverses catégories et a remporté 2 récompenses.

### Récompenses
2017
- Golden Trailer Awards : Meilleure affiche de film d'horreur.

2018
- Australian Production Design Guild Awards : Prix Docklands Studios Melbourne pour l'excellence de l'écran - Reconnaissant l'excellence dans le design et la pratique ou l'excellence artisanale sur des productions australiennes ou internationales pour Damien Drew, Ian Gracie, Jacinta Leong, Michelle McGahey et Charlie Revai.

### Nominations
2016
- Indiewire : Le film le plus attendu de 2017 (7ème place).

2017
- Fright Meter Awards : Meilleurs effets spéciaux.
- Golden Schmoes Awards : La plus grande déception de l'année.
- Golden Trailer Awards :
  - Meilleur montage sonore,
  - Meilleur spot télévisé de blockbuster de l’été 2017,
  - Meilleure affiche de blockbuster de l’été,
  - Meilleure affiche de cinéma,
  - Meilleure affiche de blockbuster de l'été 2017.
- Las Vegas Film Critics Society : Meilleur acteur dans un second rôle pour Michael Fassbender.

2018
- Academy of Science Fiction, Fantasy and Horror Films - Saturn Awards : Meilleur film de science-fiction.
- Golden Trailer Awards : Meilleur spot TV d’un film d'horreur.
- Hawaii Film Critics Society : Meilleur acteur dans un second rôle pour Michael Fassbender.
- Satellite Awards : Meilleurs effets visuels.

## Analyse